# Oflag II D Gross-Born
Oflag II D Gross Born (Grossborn-Westfalenhof) – niemiecki obóz dla oficerów państw alianckich wziętych do niewoli w czasie II wojny światowej położony koło miejscowości Kłomino, istniejący w latach 1940-1945. Wyzwolony w lutym 1945 roku przez żołnierzy z 18 Pułku Piechoty 1 Armii Wojska Polskiego.

## Historia
Obóz został utworzony 1 czerwca 1940 r. na miejscu stalagu II E Gross Born na wschodniej części wzgórza zwanego Hundsberg (Psią Górką) w pobliżu miejscowości Westfalenhof (dzisiejsze Kłomino) na południowym krańcu poligonu wojskowego. Początkowo w obozie przebywali tylko francuscy jeńcy wojenni. W lutym 1941 r. przebywało w nim 3731 Francuzów (3166 oficerów i 565 ordynansów), a w kwietniu 1942 r. – 2826 (2408 oficerów i 418 ordynansów). Oflag II D znany był z ucieczek jeńców (pierwsza miała miejsce już 15 sierpnia 1940 r.). W połowie 1942 r. Francuzi zostali z obozu wywiezieni, a zamiast nich osadzono Polaków, z obozu w Arnswalde (Choszczno) których 1 czerwca 1942 r. było 2818 (2544 oficerów i 274 ordynansów), a także jeńców sowieckich, których było ok. 26 000. Liczba polskich jeńców znacznie wzrosła w latach 1944–1945; 20 stycznia przesunięto tu, na miejsce jeńców sowieckich, jeńców polskich z Stalagu II A w Neubrandenburgu. Na dzień 1 stycznia 1945 r. było 5391 Polaków (5014 oficerów i 377 ordynansów).
W obozie działała organizacja konspiracyjna Odra, na czele której stał płk dypl. Witold Dzierżykraj-Morawski, jednocześnie pełniący funkcję starszego obozu. Po jego aresztowaniu we wrześniu 1944 r. przejął ją płk Ignacy Izdebski. Wychodziły także podziemne pisma, jak „Za Drutami”, „Znaki”, „Alkaloidy” czy „Przegląd Teatralny”. Jeńcy organizowali zajęcia kulturalno-oświatowe oraz sportowe (w lecie 1944 zorganizowano tu zawody sportowe określane jako XII Igrzyska Olimpijskie z ok. 100 zawodnikami w 16 dyscyplinach sportowych). Na terenie obozu istniała komórka Abwehry, która przekazywała do Gestapo w Pile jeńców podejrzanych o działalność antyhitlerowską. Do obozu trafiła – po upadku powstania warszawskiego – duża część powstańców. Wobec zbliżania się frontu Niemcy 29 stycznia 1945 r. ewakuowali jeńców na zachód do obozu Sandbostel; trasa przemarszu wynosiła ponad 700 km. Przemarsz był w bardzo złych warunkach, przynajmniej kilkunastu jeńców zmarło z wycieńczenia w trakcie marszu. Z powodu chaosu podczas opuszczenia obozu ok. 700–1200 jeńców zostało w obozie. Przed likwidacją obóz został ostrzelany z placówki niemieckiej w Rederitz, po czym jeńcy opuścili go w kierunku na Jastrowie. Obóz jeniecki w Gross-Born został wyzwolony przez żołnierzy z 18 Pułku Piechoty 1 Armii Wojska Polskiego w czasie walk o przełamanie Wału Pomorskiego. Wśród wyzwolonych byli polscy oficerowie: Stefan Mossor, Leon Kruczkowski i Stanisław Ryszard Dobrowolski. 

## Jeńcy
- Stanisław Ryszard Dobrowolski,
- ppłk Stanisław Małek
- ppłk Stanisław Jastrzębski – żołnierz Batalionu "Parasol" Armii Krajowej,
- Leon Kruczkowski – pisarz i dramaturg,
- ppor. Józef Michalak - chemik, dowódca plutonu w 68. pułku piechoty w Gnieźnie, nr obozowy 1459/II A
- ppłk Stefan Mossor,
- Władysław Oszkinis – botanik,
- Stanisław Płoski, historyk
- mjr Henryk Sucharski
- mjr Bronisław Wandycz
- Zygmunt Weiss – sprinter, olimpijczyk z IO w Paryżu i Amsterdamie.
- Witold Wirpsza – poeta, pisarz, eseista, tłumacz; na podstawie doświadczeń z oflagu Gross Born napisał powieść Pomarańcze na drutach (Warszawa 1964).
- Eugeniusz Wierzbicki, jeden z trzech „warszawskich tygrysów” – słynnych polskich architektów.